# Тайський бобтейл
Та́йський бобте́йл (англ. Thai bobteil, ТВТ)  — порода кішок, що природно утворилася в результаті розведення сіамських старого типу (тайських).

## Історія
Наприкінці 80-х років XX ст. у клуби любителів кішок потрапило кілька однотипних тварин з короткими хвостами у вигляді помпонів. На основі їхнього розведення й була виведена нова порода. У 1994 році в Росії був затверджений стандарт. У 1995-1996 роках попередні стандарти були прийняті WCF й FIFE.

## Зовнішній вигляд
Кішки тайського бобтейла — це тварини середніх розмірів, округлого, майже квадратного формату із сіамським забарвленням. Тіло коротке, міцне. Груди широкі. Кінцівки міцні, пропорційні до тіла. Лапи заокруглені. Задні кінцівки трохи довші, ніж передні, але це не впливає на ходу. Хвіст короткий, різної довжини, загальною довжиною до 7 см, згорнутий у «біб».
Голова має форму тупого клина, середньої величини. Чоло пласке. Морда округла. Вилиці округлі. Підборіддя тупе. Ніс середньої довжини. Вуха середнього розміру, широкі в основі, розведені в боки. Кінчики вух заокруглені. Очі великі, косо поставлені. Колір очей яскраво-блакитний.
Шерсть коротка, густа, щільно прилягає до тіла, з підшерстям.

### Забарвлення
Забарвлення шерстного покриву: всі варіанти сіамських забарвлень без білого, з гарною контрастністю міток.